# Le Mesnil-Ozenne
Le Mesnil-Ozenne ist eine französische Gemeinde mit 269 Einwohnern (Stand 1. Januar 2022) im Département Manche in der Region Normandie. Sie gehört zum Kanton Pontorson und zum Arrondissement Avranches.

## Lage
Nachbargemeinden sind Saint-Ovin im Nordwesten, Le Grand-Celland im Nordosten, Isigny-le-Buat im Südosten und Marcilly im Südwesten.

## Geschichte
Le Mesnil-Ozenne wurde 1973 nach Saint-Ovin eingemeindet und ist seit 1985 wieder eine eigenständige Gemeinde.

## Bevölkerungsentwicklung
| Jahr      | 1962 | 1968 | 1975 | 1982 | 1990 | 1999 | 2008 | 2018 |
| --------- | ---- | ---- | ---- | ---- | ---- | ---- | ---- | ---- |
| Einwohner | 194  | 177  | 151  | 155  | 150  | 138  | 233  | 270  |

## Sehenswürdigkeiten

Kirche Saint-Martin

- Kirche Saint-Martin